# Kingstown (Maryland)
Kingstown es un lugar designado por el censo ubicado en el condado de Queen Anne en el estado estadounidense de Maryland. En el Censo de 2010 tenía una población de 1.733 habitantes y una densidad poblacional de 259,55 personas por km².

## Geografía
Kingstown se encuentra ubicado en las coordenadas 39°12′28″N 76°2′38″O / 39.20778, -76.04389. Según la Oficina del Censo de los Estados Unidos, Kingstown tiene una superficie total de 6.68 km², de la cual 5.87 km² corresponden a tierra firme y (12.1%) 0.81 km² es agua.

## Demografía
Según el censo de 2010, había 1.733 personas residiendo en Kingstown. La densidad de población era de 259,55 hab./km². De los 1.733 habitantes, Kingstown estaba compuesto por el 91.92% blancos, el 5.25% eran afroamericanos, el 0% eran amerindios, el 1.15% eran asiáticos, el 0% eran isleños del Pacífico, el 0.69% eran de otras razas y el 0.98% pertenecían a dos o más razas. Del total de la población el 1.85% eran hispanos o latinos de cualquier raza.